# Nimbahera
|  | Per a altres significats, vegeu «Nimbahera (ciutat)». |

Nimbahera fou una pargana, una divisió administrativa de l'estat de Tonk, amb una superfície de 992 km²; està formada per tretze grups separats de pobles enclavats en mig de territori de Mewar i Gwalior. La població el 1901 era de 40.499 habitants (65.013 el 1891) amb 197 pobles i una ciutat, Nimbahera, amb 5.446 habitants. Les castes principals erens els mahajans, bramans, chamars i jats.
Va pertànyer a Mewar fins al 1775 i fou una thikana feudatària del maharana governada per thakurs, concedida a Amar Singh, cinquè fill de Sanwal Das de Badnore, vers el 1700. Va passar a Ahalya Bai a la mort del qual va caure en mans de Tukoji I Rao Holkar (1795-1797), i després del seu fill Kashi Rao Holkar (1797-1799). Jaswant Rao Holkar la va conquerir després del 1799 i la va cedir el 1809 al seu amic i aliat el cap pindari Amir Khan, que després fou reconegut sobirà pels britànics el 1817. Els thakurs locals van conservar el seu poder sota les diverses sobiranies. El 1857 el governador local es va mostrar hostil als britànics i l'agent polític a Udaipur va enviar tropes del maharana de Mewar que van ocupar el districte, però el 1859 els britànics li van imposar la devolució a Tonk i a pagar els ingressos percebuts durant l'ocupació.

## Llista dethakurs
- Amar Singh I vers 1700
- Suraj Singh
- Maha Singh
- Hari Singh
- Kishan Singh
- Sobhag Singh
- Amar Singh II
- Dulkah Singh
- Mod Singh